# Donald Gorrie
Donald Cameron Easterbrook Gorrie, OBE, DL (* 2. April 1933; † 25. August 2012) war ein schottischer Politiker und Mitglied der Liberal Democrats.

## Britisches Unterhaus
Gorrie trat erstmals bei den Unterhauswahlen 1970 für die Liberal Democrats im Wahlkreis Edinburgh West an. Da er nur 8,2 % der Stimmen erhielt, blieb ihm der Einzug in das Unterhaus verwehrt. Bei den beiden Wahlen im Februar und Oktober 1974 konnte Gorrie mit 21,5 % beziehungsweise 16,4 % zwar deutliche Stimmgewinne verzeichnen, errang trotzdem nicht das Direktmandat des Wahlkreises. Ein weiteres Mal kandidierte Gorrie bei den Unterhauswahlen 1992 für Edinburgh West und unterlag nur knapp dem Kandidaten der Conservative Party, James Douglas-Hamilton. Die Unterhauswahlen 1997 brachten schließlich einen Wechsel und Gorrie gewann das Mandat mit deutlichem Vorsprung vor Douglas-Hamilton und zog erstmals in das Unterhaus ein.

## Schottisches Parlament
Bei den ersten Wahlen zum Schottischen Parlament kandidierte Gorrie auf der Regionalliste der Wahlregion Central Scotland und zog auf Grund des Wahlergebnisses in das neugeschaffene Schottische Parlament ein. Für den Wahlkreis Edinburgh West, den er im Britischen Unterhaus vertrat, kandidierte Margaret Smith und gewann ihn für die Liberal Democrats. Bei den Parlamentswahlen 2003 bewarb sich Gorrie für eine zweite Amtszeit für die Region Central Scotland und verteidigte seinen Sitz. Zu den Parlamentswahlen 2007 trat er nicht mehr an.